# Бёклунд
Бёклунд (нем. Böklund) — община в Германии, в земле Шлезвиг-Гольштейн. 
Входит в состав района Шлезвиг-Фленсбург. Подчиняется управлению Зюдангельн.  Население составляет 1417 человек (на 31 декабря 2010 года). Занимает площадь 7,88 км².